# Abies Sect. Balsamea
Секција Balsamea је део рода јела који обухвата врсте бореалних шума Азије и Северне Америке.
Секција је подељена у две подсекције са следећим врстама:

 — балсам-јела
 — јела са Стеновитих планина
 — тајванска јела
 — америчка субалпијска јела
 — сибирска јела

 — фрејзерова јела
 — корејска јела
 — хинганска јела
 — сахалинска јела
 — вејчова јела